# Mathildenhütte

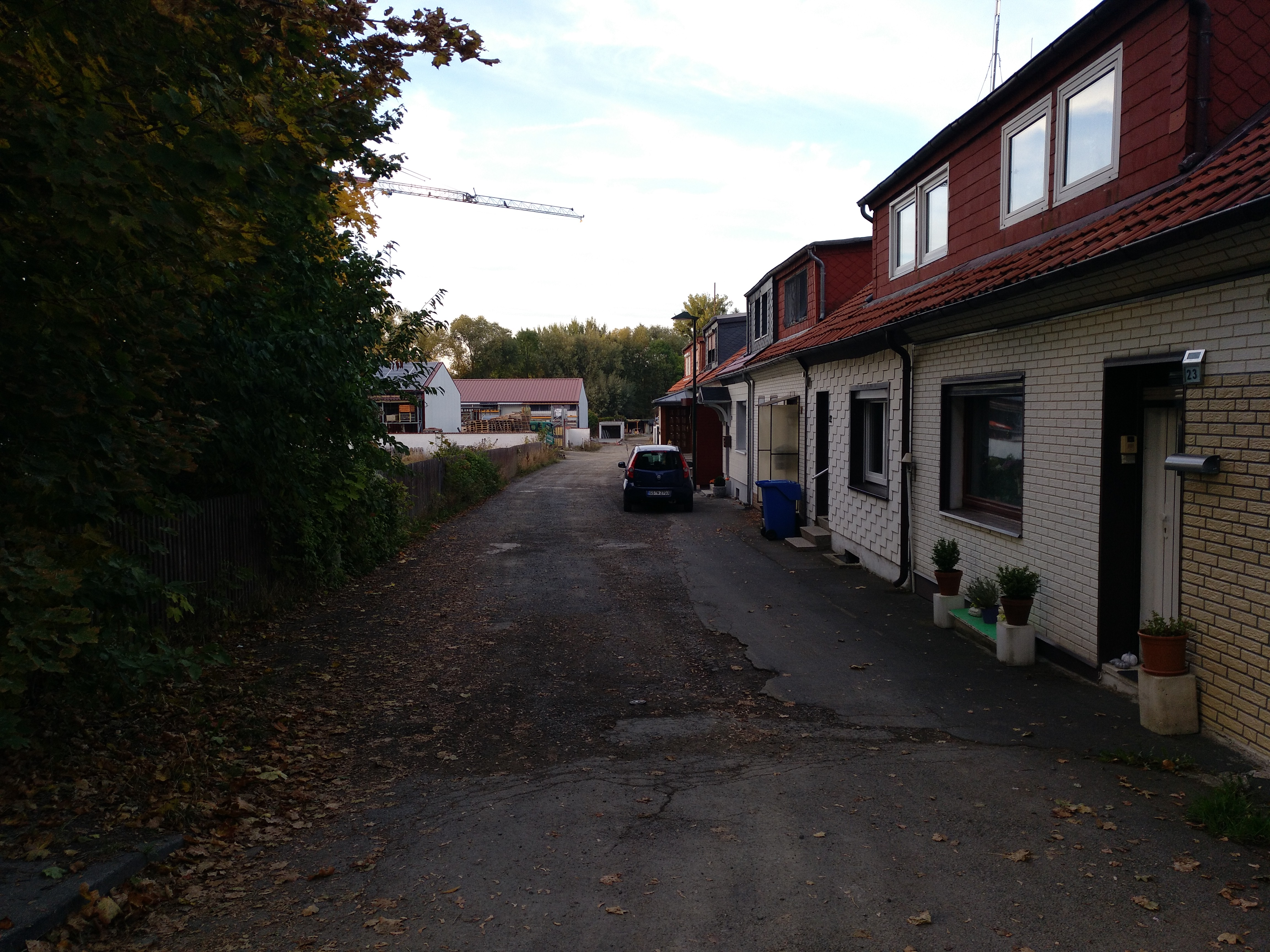
Einfahrt in die Siedlung Mathildenhütte

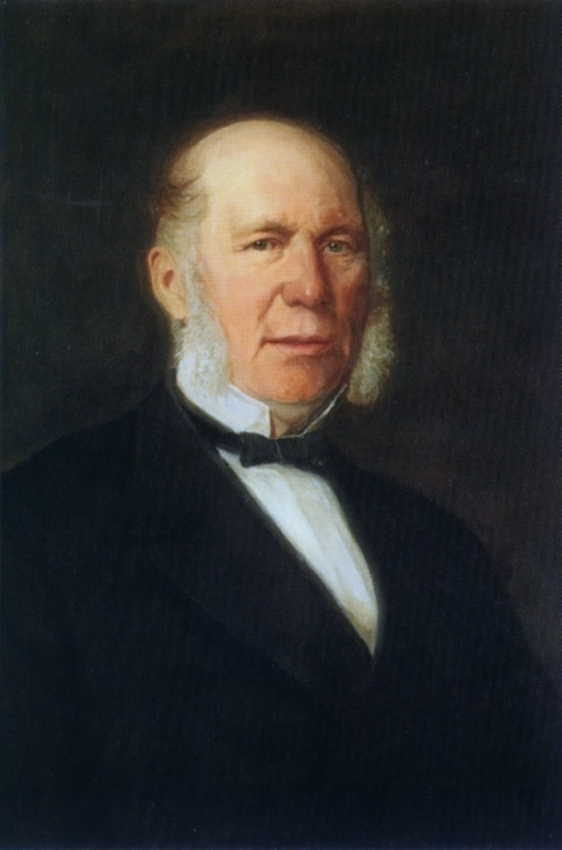
Hermann Henrich Meier um 1890; die Hütte benannte er nach seiner Frau

Die Mathildenhütte, zwischen den Bad Harzburger Stadtteilen Schlewecke und Westerode gelegen, war ein Eisenwerk zur Verhüttung der aus den Gruben Friederike und Hansa abgeteuften oolithischen Eisenerzvorkommen.

## Geografie
Die Hütte befand sich östlich der Bahnstrecke Braunschweig–Bad Harzburg sowie der Radau in einem Tal zwischen den Ortsteilen Schlewecke und Westerode.

## Geschichte

### Gründung und Name der „Mathildenhütte“
Ausschlaggebend für die Errichtungsplanungen waren die Entdeckung abbauwürdiger Eisensteinvorkommen durch Wilhelm Castendyck zwischen 1859 und 1861 im Amt Harzburg. Im Zuge der immer lukrativer werdenden Eisenerzverhüttung in der sich fortschreitenden Industrialisierung insbesondere gegen das Vereinigte Königreich entschloss sich der Konsul Hermann Henrich Meier im Mai 1860, das Projekt zu finanzieren. Dazu gewann er Castendyck als Hüttendirektor, der mit den Behörden des Herzogtums Braunschweig verhandelte und am 24. September 1860 die Konzession zur Anlage eines Eisenhüttenwerks erteilte.
Die Einweihung der Hütte erfolgte am 15. August 1861. Am selben Tag hielt Meier in Harzburg mit seiner Frau seinen Hochzeitstag ab, sodass in den Morgenstunden beide mit einer Kutsche zur Hütte fuhren und dort mit geladenen Gästen feierten. Als Castendyck Meier frug, welchen Namen die Hütte tragen solle, taufte er sie auf den Namen seiner Frau Mathilde Meier; diese zündete zugleich das Feuer des ersten Hochofens an.
Eine alte Inschrift lautete:

„Die Hütte ist in den Jahre 1860 und 1861 unter bereitwilliger Förderung der Herzoglich braunschweigischen Regierung und unter Leitung des Hüttendirektors Wilhelm Castendyck vom Consul H. H. Meier aus Bremen errichtet.
Bei Vollendung des Baues gab er seiner Gattin, Frau Mathilde, zu Ehren am 15. August 1861, ihrem achtzehnjährigen Hochzeitstage, der Hütte den Namen: Mathildenhütte.
Gott segne und schütze sie!“

### Hüttenbetrieb

#### 1861–1874: Aufschwung und Gründerkrach
Das Eisenerz wurde im gesamten Betrieb hauptsächlich durch die Eisenerzgruben Hansa in Harlingerode (bzw. später Göttingerode nach Gründung 1935) und Friederike in Bündheim geliefert, von welchen sich letztere als die ergiebigere erwies. Nach Versorgungsschwierigkeiten in den ersten Betriebsjahren konnte ab 1868 ein starker Aufschwung erzielt werden: So vervierfachte sich die Erzeugung von Roheisen zwischen 1867 und 1869. Meier entschloss sich im Juli 1872, die Hütte mitsamt Grube Friederike an eine Eigentümergruppe für 500.000 Taler zu verkaufen – das Zehnfache des Anlagekapitals; die Eigentümergruppe gründete später in Hannover die Aktiengesellschaft Harzer Union.
Der Gründerkrach im Jahre 1873 setzte dem anfänglichen Wachstum allerdings ein jähes Ende. So musste die Mathildenhütte, die bis zuletzt mit zwei Hochöfen lief, 1874 nach nur 13 Jahren mitsamt der Grube Friederike durch den Konkurs der Harzer Union komplett stillgelegt werden.

#### Weiterbetrieb nach 1880

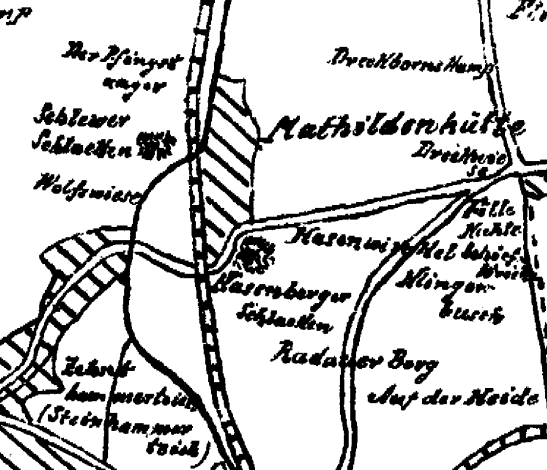
Mathildenhütte im Jahre 1910
links die Bahnstrecke Braunschweig–Bad Harzburg

Die Mathildenhütte fiel 1878/79 an die Waaren-Creditanstalt Hamburg; diese veräußerte sie 1880 an das Konsortium Grillo & Kappel weiter, die die Gewerkschaft Mathildenhütte gründeten und den Betrieb nach sechs Jahren wiederaufnahmen. Nun wurde dem Hüttenbetrieb jedoch die schwere Schmelzbarkeit der Erze aus den Gruben Hansa und Friederike zum Verhängnis, die große Mengen an Koks bedurften und trotz sich besserndem wirtschaftlichen Umfeld nicht rentabel arbeiten konnte. Sie konnte beispielsweise mit der Konkurrenz lothringischen Eisens nicht mithalten, die sich insbesondere im Jahre 1897 durch den direkten Versuch der Vermarktung des billigeren Eisens im Absatzgebiet bemerkbar machte.
Der weitere Betrieb im 20. Jahrhundert lief sehr wechselhaft ab; die eigentliche Hütte ist als solche nicht mehr erkennbar.

## Siedlung
Nach der Hütte ist eine kleine Siedlung benannt, die sich aus einer einstigen Arbeiterkolonie entwickelt hat. Es gibt eine Straße namens Mathildenhütte, die den Namen des einstigen Betriebs trägt.